# Italo Balbo
Italo Balbo (6. června 1896 – 28. června 1940 Tobruk) byl italský letec, maršál letectva a velitel tzv. černých košil a věrný následovník Benita Mussoliniho.

## Život
Italo Balbo se narodil v Quartesaně v Itálii v roce 1896. Během první světové války sloužil v alpských jednotkách, vysloužil si jednu bronzovou a dvě stříbrné medaile a byl povýšen na hodnost kapitána. Po válce začal studovat ve Florencii. Studoval sociální vědy, po studiích se vrátil do svého rodného města, kde pracoval jako bankovní úředník.
Na počátku 20. let se připojil k fašistům a brzy se stal tajemníkem místní fašistické sekce. Začal organizovat fašistické oddíly a zformoval svoji vlastní skupinu pojmenovanou Celibano. Začali napadat komunisty a socialisty v Portomaggiore, Ravenně, Modeně a Bologni. Jeho skupina dokonce jednou přepadla hrad Estense ve Ferraře.
V roce 1922, kdy se odehrál pochod Mussoliniho a jeho stoupenců na Řím, byl Balbo již předním fašistickým velitelem a jedním ze čtyř organizátorů této akce. V roce 1923 byl pověřen vraždou protifašistického kněze Giovanniho Minzoniho v Argentě. Potom utekl zpět do Říma a v roce 1924 se stal hlavním velitelem fašistických milic a o rok později zástupcem ministra pro národní ekonomiku.

## VelitelemRegia Aeronautica
6. listopadu 1926, byl navzdory tomu, že nevěděl absolutně nic o letectvu, přeřazen právě k tomuto odvětví armády. Byl totiž jmenován tajemníkem státního letectva. 19. srpna 1928 byl jmenován generálem letectva a 12. září 1929 se stal dokonce ministrem letectva.
I vzdor své nezkušenosti to bylo právě letectvo, kde jeho kariéra zazářila nejvíce. Ve dnech 17. prosince 1930 až 15. ledna 1931 v čele skupiny dvanácti létajících člunů Savoia-Marchetti S.55 přeletěl z Orbetello přes jižní Atlantik do Ria de Janeira. Ve dnech 1. července až 12. srpna 1933 svůj úspěch zopakoval, když se skupinou 24 létajících člunů odstartoval opět z Orbetello a přistál na hladině Michiganského jezera u Chicaga, kde v té době probíhala světová výstava. O nadšeném ohlasu této akce svědčí i fakt, že v Chicagu dodnes nese jedna z ulic název Balbo Drive a je zde k vidění i monument nesoucí jeho jméno. Vřelého přijetí se Balbovi dostalo i v New Yorku a to především od místní italské menšiny, ale také od prezidenta Franklina D. Roosevelta, který ho pozval na oběd, kde jej vyznamenal Záslužným leteckým křížem.
V Itálii mu Mussolini přichystal velkolepé přivítání a povýšil na leteckého maršála, popularita, kterou mu tento úspěch přinesl však paradoxně předznamenala jeho odsunutí, neboť téměř zastínila popularitu samotného duceho. Proto byl později téhož roku byl jmenován místodržitelem Libye, kterou tehdy Itálie ovládala (ministerstvo letectví převzal osobně Mussolini).

## Generálním guvernérem Libye
V lednu 1934 se Balbo odstěhoval do Tripolisu. Začal zde s projekty, které počítaly s výstavbou nových silnic a osad. Tyto práce měly dva účely, jednak přilákat co nejvíc italských přistěhovalců, jednak aby se muslimové stali fašisty (Balbo považoval Libyjce za kulturně vyspělejší než Etiopany a proto byl ochoten připustit, aby i místní obyvatelstvo mohlo částečně participovat na získané půdě s podmínkou služby v koloniální armádě). I když jmenování na post guvernéra v severní Africe nebyl druhořadý post už jen proto, že se libyjské pobřeží mělo stát čtvrtým břehem Itálie (Quarta Sponda) a nedílnou součástí země, přesto to znamenalo odsun od centra moci, kde se Balbo dosud pohyboval. Nicméně halasná propagandistická podpora udržovala jeho jméno nadále atraktivní (např. v roce 1938 osobně vedl konvoj 1800 rodin kolonistů do Libye, kde dohlédl na to, aby každá rodina v pořádku převzala určenou usedlost), což duceho vedlo mnohokráte k tomu, že popularizaci některých kolonizačních transferů přibrzdil, neboť se mu zdálo, že to neúměrně zvyšuje Balbovu popularitu. Nejkřiklavějším příkladem byla stavba silnice a železnice podél libyjského pobřeží spojující francouzský protektorát Tunisko s Egyptem. Ačkoliv byla původně označena jako Litoranea Libica, přesto vešla nejen v Itálii do povědomí jako Via Balbia. A když Mussolini 22. března 1937 navštívil Libyi, americký časopis Time přinesl zprávu o této cestě pod titulkem Benito in Balboland.
Po vypuknutí druhé světové války, když nacistické Německo napadlo 1. září 1939 Polsko, odletěl Balbo do Říma, kde prohlásil, že nesouhlasí s tím, že Mussolini podporuje Hitlera, představitele nacistů v Německu (měl prý dokonce před ducem prohlásit, že lížete Němcům boty), protože patřil k odpůrcům antisemitismu a k největším kritikům protižidovských výnosů z července 1938 a to i přesto, že k jeho prominentním přátelům patřil i velitel Luftwaffe Hermann Göring (na rozdíl od Itálie nebyla vůči židovské menšině v Libyi uplatňována rasová politika).[zdroj⁠?!] V Libyi ale stále zastával post guvernéra a vrchního velitele italských vojsk, ačkoliv se netajil tím, že stav a sílu obrany této klíčové italské kolonie považuje za krajně neuspokojivý (vývoj během druhé světové války mu dal posléze za pravdu). Když Itálie vyhlásila 10. června 1940 válku Francii a Británii, poukázal na nedostatečnou vyzbrojenost jemu podřízené (byť na první pohled početné) jednotky (převážně binárního charakteru) pro ofenzivní akce a prohlásil, že jediné, co mohu učinit, je připravit armádu na čestnou obranu.

## Smrt
28. června 1940 podnikl let jehož cílem měla být inspekce sil italské 2. libyjské divize okolo Sidi Azeis a Ridotta Capuzo, s trasou plánovanou přes letiště T.2 v Tobrúku, kde se k němu měly připojit doprovodné stíhačky Fiat CR.42.
Jeho letadlo, třímotorový bombardér Savoia-Marchetti SM.79 (nesoucí civilní imatrikulaci I-MANU), v doprovodu druhého letadla téhož typu pilotovaného generálem Felice Porrem, velitelem sil italského letectva v Libyi, přilétalo k pevnosti Tobrúk okolo 17:30, těsně po skončení náletu tří tříčlenných rojů bombardérů Bristol Blenheim britského Royal Air Force na tobrúcké letiště, a obsluhami protiletadlových baterií v přístavu a na křižníku San Giorgio (zakotveného v přístavu a užívaného jako plovoucí protiletadlová baterie), došlo k jejich záměně za nepřátelská letadla, takže na ně zahájily palbu, ke které se postupně připojily všechny protiletadlové zbraně v jejich dostřelu, včetně z lodí přítomných v přístavu. Balbův stroj byl sestřelen během pokusu o přistání, přičemž zahynulo všech devět osob na jeho palubě. Felice Porro nejprve sestoupil na úroveň těsně nad mořskou hladinou a vzdálil se z dostřelu italských baterií, a jelikož ani při jeho dalším pokusu o přiblížení a přistání jejich palba neustávala, odletěl posléze s lehce poškozeným strojem do Ain el-Gazala, odkud se do Tobrúku dopravil automobilem.
K záměně za stroj protivníka došlo pravděpodobně kombinací nešťastné shody objektivních okolností, jakož i následkem nedbalosti, nekázně a nedostatků v organizaci a spojení na straně italských ozbrojených sil. O Balbově příletu bylo sice tobrúcké letiště včas informováno, ale informace nebyla předána přístavním protiletadlovým bateriím, které podléhaly velení námořnictva, protože důstojníci v přístavu odpovědní za udržování spojení opustili během britského náletu své stanoviště, italská letadla se přibližovala v podobné výšce a ze směru do nějž cca 10 - 15 minut předtím odlétla první vlna útočníků, neprovedla předepsanou identifikační proceduru řádně, a jelikož se blížila ve směru od slunce, nedošlo obsluhami protivzdušné obrany k jednoznačné vizuální identifikaci typického profilu SM.79 a jeho třímotorové konfigurace, ačkoliv u některých jejich příslušníků zprvu o příslušnosti a identitě letadel panovaly pochybnosti.
Mezi 29. červnem 1940 a 4. červencem byl v Itálii vyhlášen státní smutek, a 4. července byl Balbo pohřben v Monumentu padlých v Tripolisu. Posmrtně mu byla udělena Zlatá medaile za vojenskou chrabrost, nejvyšší italské vyznamenání za hrdinství, libyjská Via Litoranea byla přejmenována na Via Balbia, a bulvár před budovou ministerstva letectví v Římě byl přejmenován na Viale Italo Balbo.

### Spekulace o příčinách nehody
Příčina Balbova úmrtí byla interně označena jako nešťastná náhoda, ale italská oficiální místa ve svém stručném prohlášení pro veřejnost oznámila pouze, že „letadlo pilotované Italo Balbem, přelétávající nad Tobrúkem během nepřátelského náletu, se zřítilo v plamenech“, což ponechalo prostor pro spekulace a konspirační teorie týkající se okolností smrti. Pozdější oficiální vyšetřování nehody, jehož vedením byl pověřen generál Pitassi Mannella, velitel XXII. armádního sboru a tobrúcké pevnosti, bylo navíc prováděno povrchně a nedospělo ani k určení viníka jednoznačně odpovědného za situaci, ani nenavrhlo potrestat viníky zjištěných dílčích pochybení, ani jim nevyslovilo důtku. Generál Porro, který přes opakovanou žádost nebyl v průběhu úředního šetření ani vyslechnut jako svědek, ačkoliv bylo zahájeno na jeho naléhání, provedl z vlastní iniciativy další osobní pátrání, a v memorandu předaném vrchnímu velení ozbrojených sil hlavní vinu připsal celkové dezorganizaci a nedostatku připravenosti a koordinace vládnoucí v Tobrúku.
Balbova vdova, Emanuela Floriová, ale věřila, že to byla nájemná vražda na Mussoliniho objednávku. Toto konspirativní tvrzení je v Itálii většinou zpochybňováno jak historiky (Mario Cervi) tak i ostatními publicisty (Indro Montanelli). V roce 2006 však italský novinář Folco Quilici při pátrání po události narazil na očité svědky, kteří uvedli, že osudný výstřel vypálila na letoun ponorka kotvící v přístavu. Ponorka byla později identifikována jako Marcantonio Bragadin (italská ponorková třída Bragadin z roku 1931), která posléze rychle opustila přístav. I když i zde mohlo jít o nešťastnou záměnu letounu (dle oficiální verze), zjistil Quilici poté, co propátral přístavní archívy podezřelou okolnost - pobyt zmíněné ponorky v přístavu Tobrúk nebyl vzdor předpisům nikde zaznamenán.[zdroj⁠?!]